# Marc Bircham
Marc Stephen John Bircham (Londra, 11 maggio 1978) è un allenatore di calcio ed ex calciatore inglese naturalizzato canadese, di ruolo centrocampista.

## Carriera

### Club
Nato a Londra, Bircham ha iniziato la carriera nel 1996 con il Millwall.
Nel 2002 si è trasferito al QPR, mentre nel 2007 è passato allo Yeovil Town. Dopo due stagioni condizionate dagli infortuni, nelle quali ha collezionato appena 14 presenze, si è ritirato dal calcio giocato nel 2009.

### Nazionale
Essendo il nonno originario di Winnipeg, ha ottenuto la cittadinanza canadese, che gli ha permesso di esordire con la nazionale canadese il 27 aprile 1999, in una partita contro l'Irlanda del Nord terminata 1-1, nella quale ha segnato un gol.
A causa di un infortunio ha saltato la CONCACAF Gold Cup 2000, ma in seguito ha preso parte alla FIFA Confederations Cup 2001 e alle qualificazioni al campionato mondiale di calcio 2002.

## Palmarès

### Nazionale
- Gold Cup: 1

2000